# 101 (album de Keren Ann)
Pour les articles homonymes, voir 101 (homonymie).
Albums de Keren Ann
Keren Ann
(2007) You're Gonna Get Love
(2016)
101 est le sixième album de Keren Ann, il est sorti en février 2011.
Elle adopte pour la photo de couverture la coiffure de Joanna Lumley (Purdey dans Chapeau melon et bottes de cuir).

## Liste des morceaux
Toutes les chansons sont écrites et composées par Keren Ann Zeidel.
| 1.    | My Name Is Trouble             | 4:12 |
| 2.    | Run with You                   | 3:45 |
| 3.    | All the Beautiful Girls        | 5:01 |
| 4.    | Sugar Mama                     | 3:07 |
| 5.    | She Won't Trade It for Nothing | 2:50 |
| 6.    | You Were on Fire               | 3:55 |
| 7.    | Blood on My Hands              | 3:45 |
| 8.    | Song from a Tour Bus           | 3:39 |
| 9.    | Strange Weather                | 5:26 |
| 10.   | 101                            | 5:29 |
| 41:09 |                                |      |

## Classements
| Pays                | Meilleure position |
| ------------------- | ------------------ |
| France              | 22                 |
| Belgique (Wallonie) | 8                  |
| Suisse              | 50                 |